# Bergel Rock
Der Bergel Rock ist ein Felsen vor der Graham-Küste des Grahamlands auf der Antarktischen Halbinsel. Er ragt 6 m über den Meeresspiegel und liegt 1,4 km südlich der Quintana-Insel im südwestlichen Wilhelm-Archipel.
Das UK Antarctic Place-Names Committee benannte ihn am 3. November 1971 nach Alexandra Mary Swinford Shackleton (* 1940, verheiratete Bergel), Enkelin des britischen Polarforschers Ernest Shackleton bzw. Tochter dessen Sohns Edward Shackleton und Sponsorin des Forschungsschiffs Endurance, das im Februar 1969 zu Vermessungsarbeiten in den Gewässern um diesen Felsen unterwegs war.